# 北畠物語
北畠物語（きたばたけものがたり）とは、七巻から構成される軍記物語。伊勢国司北畠氏の盛衰を描いている。1694年（元禄7年）と1705年（宝永2年）の二度に渡って再刊された。
北畠顕能が伊勢国司に就任したのを皮切りに、最後の当主北畠具教の弟北畠具親が1586年に没するまでを記述しているが、末期の具教、具親時代の趨勢や人物の事績に、記述の大半が割り当てられている。織田信長の伊勢侵攻や、伊勢長島の一向一揆に関しても、詳らかに描かれている。
成立年代は不詳だが、具親の死没で記述が終わっていることと、奥書に1628年に書写されたと記載されていることから、1586年から1628年までの成立であると推定されている。